# Buriticá (ort)
Buriticá är en ort i Colombia.   Den ligger i departementet Antioquía, i den nordvästra delen av landet, 300 km nordväst om huvudstaden Bogotá. Buriticá ligger 1 662 meter över havet och antalet invånare är 2 388.
Terrängen runt Buriticá är huvudsakligen bergig, men österut är den kuperad. Terrängen runt Buriticá sluttar österut. Runt Buriticá är det ganska glesbefolkat, med 43 invånare per kvadratkilometer. Närmaste större samhälle är Antioquia, 20,0 km söder om Buriticá. I omgivningarna runt Buriticá växer i huvudsak städsegrön lövskog.